# Scorzoneroides
Scorzoneroides Moench, 1794 è un genere di piante angiosperme dicotiledoni della famiglia delle Asteraceae.

## Etimologia
Il nome del genere (Scorzoneroides) è composto dall'unione di due voci: quella del nome del genere botanico Scorzonera L. e la parola greca eidos (= simile di aspetto); significa quindi simile alla Scorzonera.

Il nome scientifico attualmente accettato è stato proposto dal botanico germanico Conrad Moench (1744-1805) nella pubblicazione "Methodus Plantas Horti Botanici et Agri Marburgensis - 549" del 1794.

## Descrizione

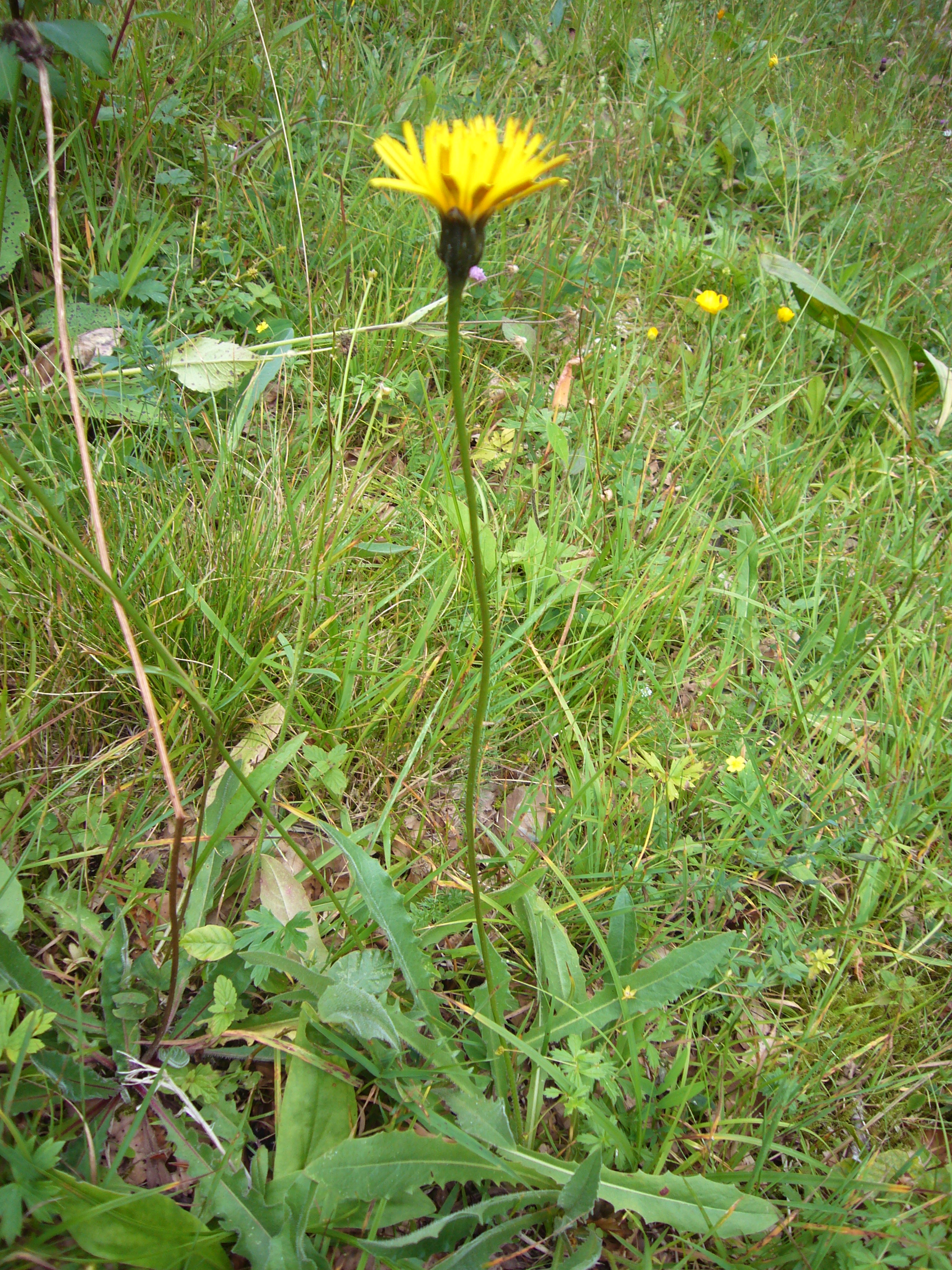
Il portamento
Scorzoneroides pyrenaica

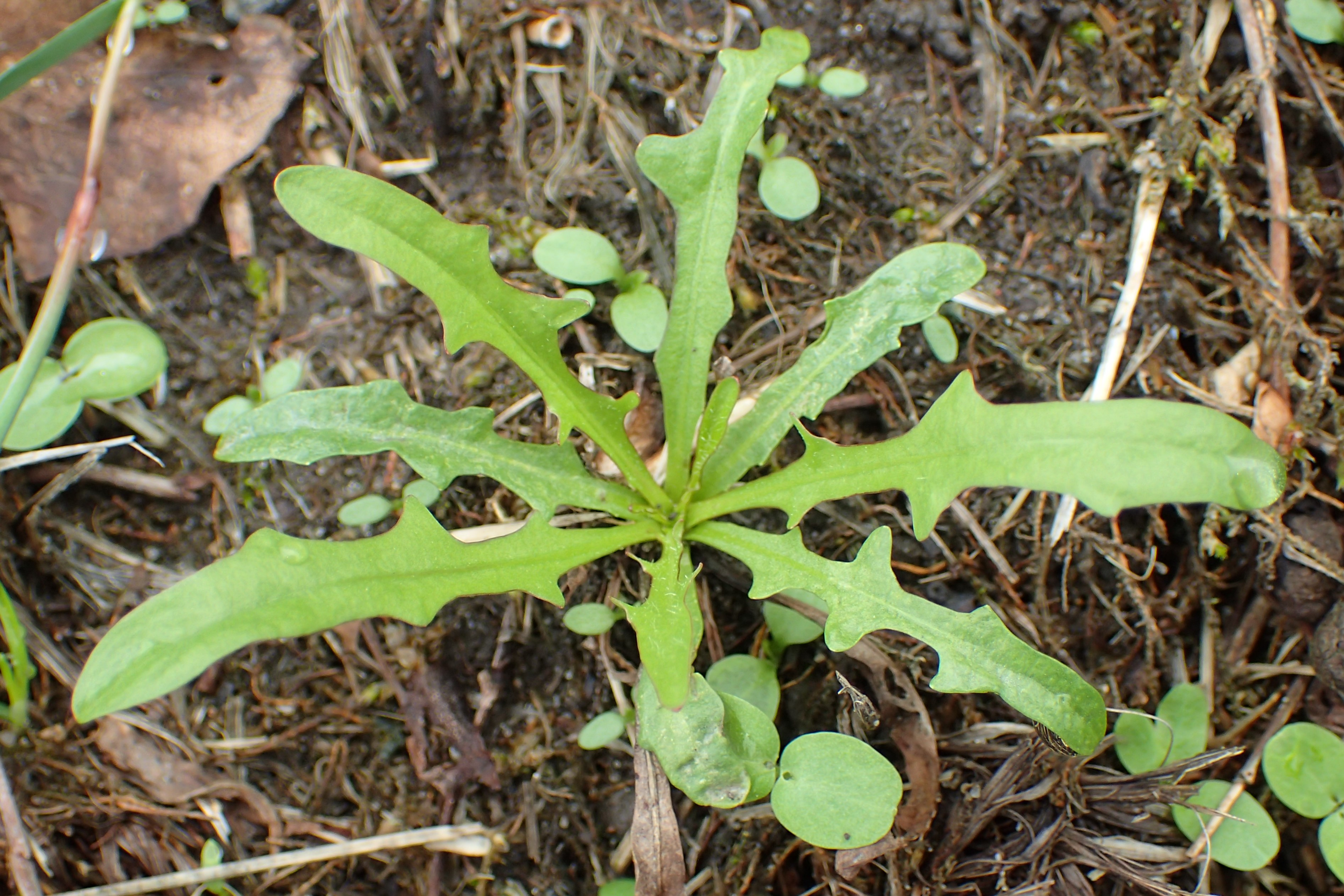
Le foglie
Scorzoneroides autumnalis

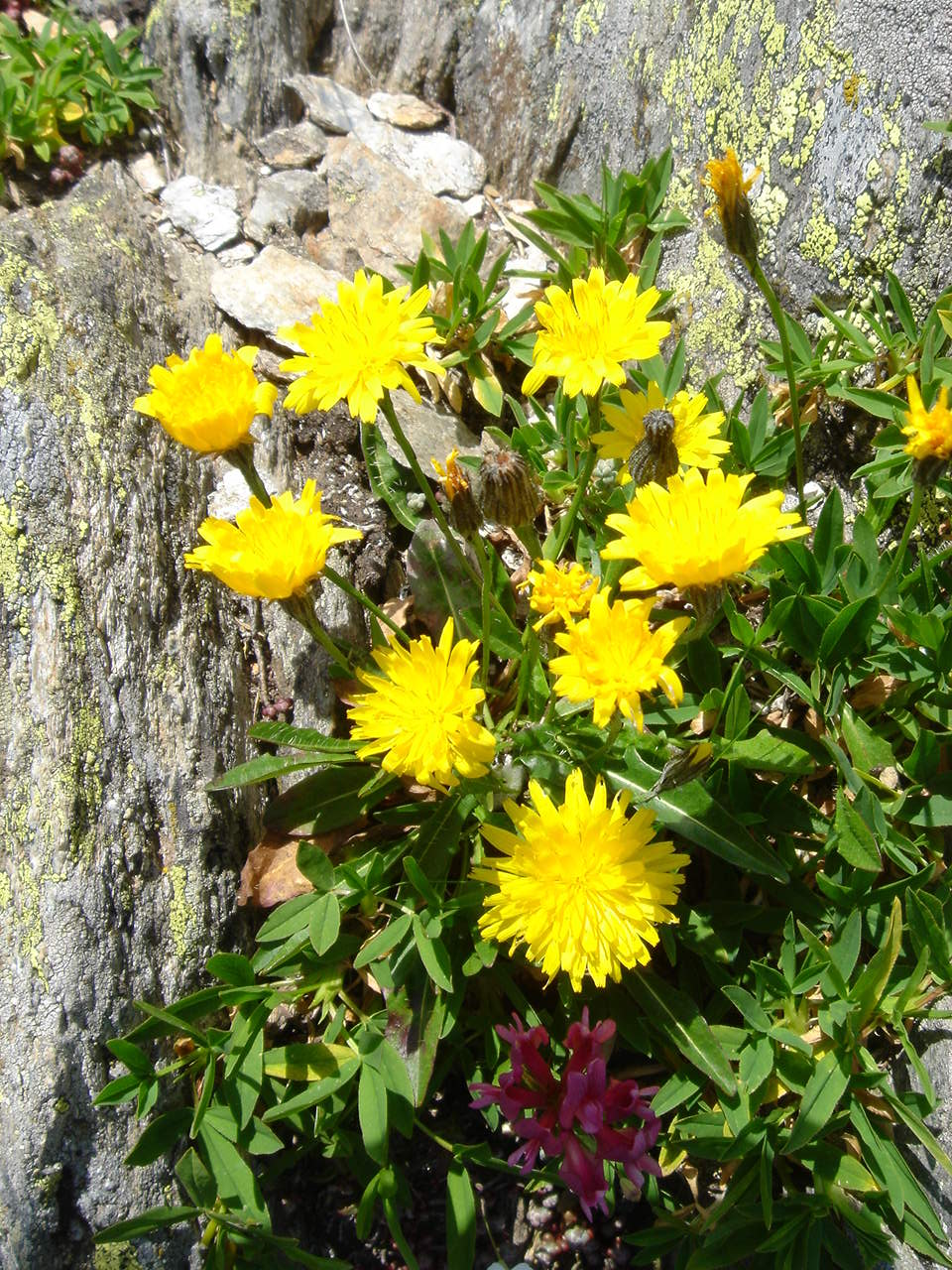
Infiorescenza
Scorzoneroides pyrenaica

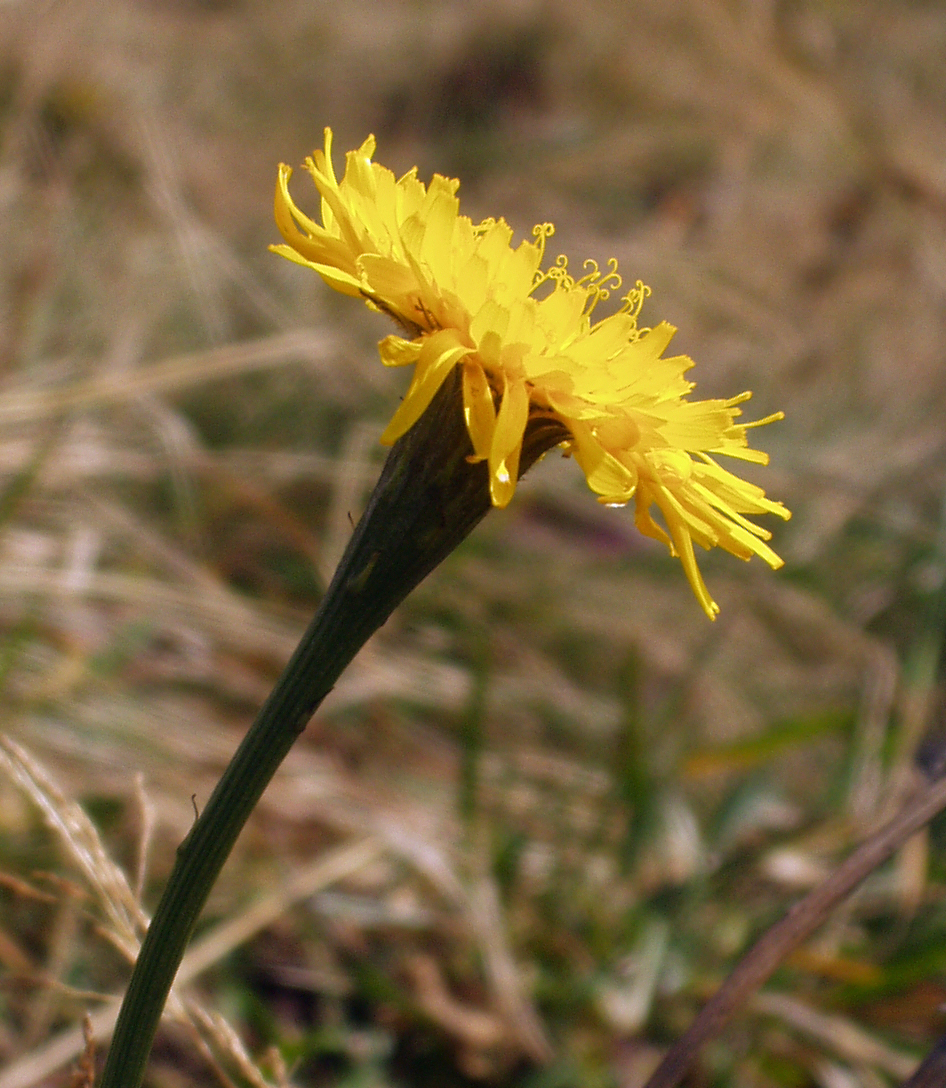
I fiori
Scorzoneroides helvetica

Habitus, La forma biologica prevalente è emicriptofita rosulata (H ros), ossia sono piante perenni, con gemme svernanti al livello del suolo e protette dalla lettiera o dalla neve e con le foglie disposte a formare una rosetta basale.
Radici. Le radici sono secondarie da rizoma.
Fusto.
- Parte ipogea: la parte sotterranea consiste per lo più in un rizoma obliquo a volte troncato.
- Parte epigea: la parte aerea del fusto è eretta; la parte superiore può presentarsi con parecchie squame oppure può essere pubescente per peli ispidi. Le infiorescenze sono in prevalenza monocefale oppure composte da pochi capolini. L'altezza di queste piante varia da pochi centimetri a circa mezzo metro.

Foglie. Le foglie sono disposte in una rosetta basale; sono ascendenti e sono picciolate; il contorno della lamina è del tipo lanceolato-spatolato, i bordi sono sinuato-dentati, ma a volte sono interi. La superficie è ricoperta da peli semplici oppure è glabra. Dimensione delle foglie : larghezza 1 – 2 cm; lunghezza 5 – 20 cm.
Infiorescenza. Le infiorescenze sono composte da capolini eretti anche prima dell'antesi. Se i capolini sono molti, allora sono raggruppati in sciolti corimbi. I capolini sono formati da un involucro a forma da cilindrica a campanulata e composto da brattee (o squame) disposte su parecchie serie (normalmente 2) all'interno delle quali un ricettacolo fa da base ai fiori tutti ligulati. Le squame si dividono in esterne e in interne, quelle esterne hanno delle forme da lanceolate a strettamente triangolari, quelle interne sono da lineari a strettamente lanceolate; possono essere fittamente irsute per peli semplici e grossi composti da più serie di cellule. Il ricettacolo è nudo (ossia privo di pagliette a protezione della base dei fiori). Diametro del capolino: 1 - 3,5 cm. Dimensioni dell'involucro: larghezza 5 mm; lunghezza 10 mm.
Fiori. I fiori sono tutti del tipo ligulato (il tipo tubuloso, i fiori del disco, presente nella maggioranza delle Asteraceae, qui è assente), sono tetra-ciclici (ossia sono presenti 4 verticilli: calice – corolla – androceo – gineceo) e pentameri (ogni verticillo ha 5 elementi). I fiori sono ermafroditi e zigomorfi.
- Formula fiorale:

*/x K {\displaystyle \infty }, [C (5), A (5)], G 2 (infero), achenio
- Calice: i sepali del calice sono ridotti ad una coroncina di squame.
- Corolla: le corolle sono formate da un tubo e da una ligula terminante con 5 denti; la corolla è colorata di un giallo luminoso e priva di striature più scure. Lunghezza della corolla: 10 – 17 mm.
- Androceo: gli stami sono 5 con filamenti liberi, mentre le antere sono saldate in un manicotto (o tubo) circondante lo stilo.[15] La base delle antere è acuta. Il polline è tricolporato.[16]
- Gineceo: lo stilo filiforme è giallo e peloso sul lato inferiore; gli stigmi dello stilo sono due divergenti. La superficie stigmatica è posizionata internamente (vicino alla base).[17] L'ovario è infero uniloculare formato da 2 carpelli.

Frutti. I frutti sono degli acheni con pappo piumoso per la presenza di peli secondari persistenti fino alla maturità dell'achenio. Il pappo, formato da due serie di setole (quelle esterne sono più piccole), è più o meno bianco. Dimensione degli acheni: 4 – 10 mm.

## Biologia
- Impollinazione: l'impollinazione avviene tramite insetti (impollinazione entomogama tramite farfalle diurne e notturne).
- Riproduzione: la fecondazione avviene fondamentalmente tramite l'impollinazione dei fiori (vedi sopra).
- Dispersione: i semi (gli acheni) cadendo a terra sono successivamente dispersi soprattutto da insetti tipo formiche (disseminazione mirmecoria). In questo tipo di piante avviene anche un altro tipo di dispersione: zoocoria. Infatti gli uncini delle brattee dell'involucro si agganciano ai peli degli animali di passaggio disperdendo così anche su lunghe distanze i semi della pianta.

## Distribuzione e habitat
Le specie di questo genere sono distribuite in Europa, Vicino oriente, Siberia e Africa settentrionale. L'habitat prevalente per queste piante sono gli incolti (sia umidi che aridi), i prati, le zone sassose, i pendii franosi, ma anche, per le specie in stazioni a quote più elevate, i pascoli alpini e subalpini comprese le brughiere.

## Tassonomia
La famiglia di appartenenza di questa voce (Asteraceae o Compositae, nomen conservandum) probabilmente originaria del Sud America, è la più numerosa del mondo vegetale, comprende oltre 23.000 specie distribuite su 1.535 generi, oppure 22.750 specie e 1.530 generi secondo altre fonti (una delle checklist più aggiornata elenca fino a 1.679 generi). La famiglia attualmente (2021) è divisa in 16 sottofamiglie.
Il genere Scorzoneroides comprendente 22 specie, 5 delle quali sono presenti nella flora spontanea italiana.
La specie tipo per questo genere è: Scorzoneroides autumnalis (L.) Moench.

### Filogenesi
Il genere di questa voce appartiene alla sottotribù Hypochaeridinae della tribù Cichorieae (unica tribù della sottofamiglia Cichorioideae). In base ai dati filogenetici la sottofamiglia Cichorioideae è il terz'ultimo gruppo che si è separato dal nucleo delle Asteraceae (gli ultimi due sono Corymbioideae e Asteroideae). La sottotribù Hypochaeridinae fa parte del "quarto" clade della tribù; in questo clade è posizionata nel "core" del gruppo, vicina alle sottotribù Crepidinae e Chondrillinae.
I seguenti caratteri sono distintivi per la sottotribù:
- l'indumento delle piante è formato da peli grossolani;
- le setole del pappo hanno delle sporgenze laterali rigide costituite da un'unica cellula tubolare gigante.

Il nucleo della sottotribù Hypochaeridinae è l'alleanza Hypochaeris-Leontodon/Picris e formano (insieme ad altri generi minori) un "gruppo fratello". Rispetto a precedenti raggruppamenti delle Hypochaeridinae, diversi generi sono stati esclusi dalla circoscrizione rivista sulla base di recenti analisi filogenetiche molecolari. Il gruppo attualmente si presenta monofiletico (a parte l'enigmatica Prenanthes purpurea attualmente descritta nelle Lactucinae). Il genere di questa voce, nell'ambito della sottotribù occupa una posizione intermedia ed è fratello" del "core" della sottotribù formato dai generi Leontodon, Picris e Helminthotheca.

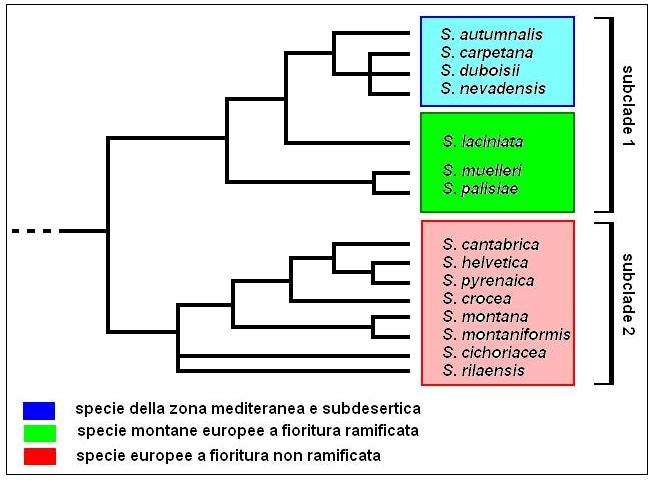
Cladogramma del genere

Tradizionalmente le specie di questo genere venivano descritte all'interno del genere Leontodon sottogenere Oporina (Widder, 1975) sulla base di caratteri morfologici e il numero dei cromosomi.

Solo recentemente (2005) alcune ricerche di tipo filogenetico sul DNA hanno dimostrato la di-filia di Leontodon. In particolare il sottogenere Leontodon forma un clade ben sostenuto con i generi Helminthotheca, Picris, mentre il sottogenere Oporina (l'attuale Scorzoneroides) appare un clade separato e ben supportato tanto da poter essere considerato un genere a parte.

Dalle analisi risulta inoltre che il nuovo gruppo (ora chiamato Scorzoneroides) è suddiviso in due subcladi. Il "subclade 1" comprende la specie perenne S. autumnalis (L.) Moench distribuita dall'Europa alla Siberia occidentale; questa è “gruppo fratello” di altre tre specie perenni (S. carpetana  (Lange) Greuter, S. duboisii (Sennen) Greuter e S. nevadensis (Lange) Greuter, quest'ultima per alcuni Autori inclusa in S. carpetana) distribuite nelle montagne della penisola Iberica, a questo gruppo si collegano anche tre specie annuali (S. muelleri (Sch.Bip.) Greuter & Talavera, S. palisiae (Izuzq.) Greuter & Talavera e S. laciniata (Bertol.) Greuter) che comunque si differenziano notevolmente da un punto di vista del DNA e che sono distribuite da una parte all'altra del Mediterraneo. Tutte queste specie (del primo subclade) sono accomunate dalla possibilità di avere una fioritura ramosa e (più o meno) dal numero cromosomico 2n = 24. 

Il subclade 2 comprende esclusivamente specie perenni, tipicamente monocefale (gli steli fioriti non sono ramificati) con habitat situati principalmente nelle montagne temperate europee. In questo subclade si distingue un primo gruppo definito "Scorzoneroides pyrenaica aggr." comprendente alcune specie distribuite nell'Europa occidentale e in parte centrale (S. helvetica (Mérat) Holub e S. pyrenaica (Gouan) Holub)); e un secondo gruppo formato da S. montana (Lam.) Holub e altre specie, distribuito attorno alla parte occidentale delle Alpi, e in contrasto S. crocea (Haenke) Holub e S. rilaensis (Hayek) Holub, distribuito dalle Alpi orientali fino ai Carpazi; infine una specie (S. cichoriacea (Ten.) Greuter) un po' isolata distribuita nella parte più meridionale dell'Europa e in Africa (Algeria) che si discosta anche per la presenza di uno specifico lattone sesquiterpenico. 

Più recentemente (2009) altri studi che hanno approfondito alcuni aspetti di questo genere hanno fatto emergere nuove indicazioni sulla filogenetica del gruppo.
I seguenti caratteri sono distintivi per le specie di questo genere:
- le piante sono glabre (o con peli semplici);
- le foglie sono solamente quelle basali;
- le brattee involucrali sono disposte su parecchie serie.

### Specie spontanee italiane
Elenco delle specie spontanee italiane:
- 1A: le piante hanno dei tuberi sottili;

Scorzoneroides cichoriacea (Ten.) Greuter - Dente di leone meridionale: il pappo di tutti gli acheni è formato da peli piumosi; i peli delle foglie sono semplici; lungo lo scapo sono presenti delle piccole squame; i fiori ligulati più esterni nella parte abassiale sono gialli con striature più scure; l'altezza delle piante varia da 15 a 40 cm; il ciclo biologico è perenne; la forma biologica è emicriptofita rosulata (H ros); il tipo corologico è Orofita - Mediterraneo; l'habitat tipico per queste piante sono gli incolti aridi, le siepi e i pascoli; la distribuzione sul territorio italiano è al centro e al sud fino ad una altitudine compresa tra 150 e 1.700 m s.l.m..
- 1B: le piante sono prive di tuberi;

- 2A: gli acheni sono dimorfi: il pappo degli acheni più interni è formato da peli piumosi, quello degli acheni più esterni è ridotto o nullo;

Scorzoneroides muelleri (Sch.Bip.) Greuter & Talavera - Dente di leone di Mueller: il pappo degli acheni esterni è nullo; i peli delle foglie sono semplici; l'altezza delle piante varia da 15 a 30 cm; il ciclo biologico è annuo; la forma biologica è terofita scaposa (T scap); il tipo corologico è Sud Mediterraneo; l'habitat tipico per queste piante sono gli incolti umidi e i pascoli; la distribuzione sul territorio italiano è relativa alla Sicilia e alla Sardegna fino ad una altitudine di 800 m s.l.m..
- 2B: tutti gli acheni hanno un pappo;

- 3A: le setole del pappo sono disposte su una sola serie; lo scapo è ramificato con 2 o più capolini; i capolini sono eretti prima dell'antesi; le foglie sono adagiate al suolo e sono pennatopartite; alla disseccazione lo stilo ha una colorazione verde-nerastra;

Scorzoneroides autumnalis (L.) Moench - Dente di leone ramoso: l'altezza delle piante varia da 8 a 30 cm; il ciclo biologico è perenne; la forma biologica è emicriptofita rosulata (H ros); il tipo corologico è Paleotemperato; l'habitat tipico per queste piante sono i prati falciati, i pascoli e i tappeti erbosi; la distribuzione sul territorio italiano è quasi totale fino ad una altitudine compresa tra 100 e 2.600 m s.l.m..
- 3B: il rizoma di queste piante è troncato e obliquo; le setole del pappo sono disposte su due serie (quella esterna è più breve); lo scapo è unifloro; lo stilo è giallo;

Scorzoneroides montana (Lam.) Holub - Dente di leone montano: il colore del pappo è bianco-niveo; le foglie sono ricoperte di peli semplici (raramente sono glabre); l'altezza delle piante varia da 8 a 15 cm; il ciclo biologico è perenne; la forma biologica è emicriptofita rosulata (H ros); il tipo corologico è Orofita - Sud Est Europeo; l'habitat tipico per queste piante sono le ghiaie e i pendii franosi; la distribuzione sul territorio italiano è relativa alle Alpi e all'Appennino settentrionale fino ad una altitudine compresa tra 1.800 e 3.000 m s.l.m..
Scorzoneroides helvetica (Mérat) Holub - Dente di leone dei graniti: il pappo ha un colore bianco-sporco o brunastro; le foglie sono glabre; lo scapo ha più di tre squame; il picciolo delle foglie è sottile; il colore dei fiori periferici è giallo-puro; l'altezza delle piante varia da 5 a 20 cm; il ciclo biologico è perenne; la forma biologica è emicriptofita rosulata (H ros); il tipo corologico è Orofita - Sud Ovest Europeo; l'habitat tipico per queste piante sono i pascoli alpini e subalpini comprese le brughiere; la distribuzione sul territorio italiano è al nord fino ad una altitudine compresa tra 1.800 e 2.600 m s.l.m..

### Specie della zona alpina
Delle specie spontanee della flora italiana solo 3 vivono sull'arco alpino. La tabella seguente mette in evidenza alcuni dati relativi all'habitat, al substrato e alla distribuzione delle specie alpine.
| Specie | Comunità vegetali | Piani vegetazionali         | Substrato  | pH     | Livello trofico | H2O   | Ambiente | Zona alpina         |
| --- | ----------------- | --------------------------- | ---------- | ------ | --------------- | ----- | -------- | ------------------- |
| S. autumnalis | 11                | collinare montano subalpino | Ca - Si    | neutro | medio           | medio | B7 F3    | tutto l'arco alpino |
| S. helvetica | 10                | subalpino alpino            | Ca/Si - Si | acido  | basso           | medio | F5 G1    | tutto l'arco alpino |
| S. montana | 3                 | alpino                      | Ca         | basico | basso           | medio | C3       | tutto l'arco alpino |
| Legenda e note alla tabella. Substrato con “Ca/Si” si intendono rocce di carattere intermedio (calcari silicei e simili); vengono prese in considerazione solo le zone alpine del territorio italiano (sono indicate le sigle delle province). Comunità vegetali: 3 = comunità delle fessure, delle rupi e dei ghiaioni; 10 = comunità delle praterie rase dei piani subalpino e alpino con dominanza di emicriptofite; 11 = comunità delle macro- e megaforbie terrestri; Ambienti: B7 = parchi, giardini, terreni sportivi; C3 = ghiaioni, morene e pietraie; F3 = prati e pascoli mesofili e igrofili; F5 = praterie rase subalpine e alpine; G1 = lande e popolamenti a lavanda; |                   |                             |            |        |                 |       |          |                     |

### Specie Euro-Mediterranee
In Europa e nell'areale del Mediterraneo sono presenti le seguenti specie (a parte quelle della flora spontanea italiana):

- Scorzoneroides atlantica (Ball) Holub, 1977 - Distribuzione: Marocco
- Scorzoneroides carpetana  (Lange) Greute, 2006 - Distribuzione: Spagna (inclusa S. nevadensis (Lange) Greuter)
- Scorzoneroides crocea  (Haenke) Holub, 1977 - Distribuzione: Austria, Slovenia, Penisola Balcanica (parte orientale)
- Scorzoneroides duboisii  (Sennen) Greuter, 2006 - Distribuzione: Spagna e Francia
- Scorzoneroides garnironii  (Emb. & Maire) Greuter & Talavera, 2006 - Distribuzione:
- Scorzoneroides hispidula  (Delile) Greuter & Talavera, 2006 - Distribuzione: Marocco
- Scorzoneroides kralikii  (Pomel) Greuter & Talavera, 2006 - Distribuzione: Libia e Tunisia
- Scorzoneroides laciniata  (Bertol.) Greuter, 2006 - Distribuzione: Anatolia, coste mediterranee dell'Asia e Egitto
- Scorzoneroides microcephala  (DC.) Holub, 1977 - Distribuzione: Spagna
- Scorzoneroides oraria  (Maire) Greuter & Talavera, 2006 - Distribuzione: Marocco
- Scorzoneroides palisiae  (Izuzq.) Greuter & Talavera, 2006 - Distribuzione: Penisola Iberica
- Scorzoneroides pseudotaraxaci  (Schur) Holub, 1977 - Distribuzione: Europa orientale
- Scorzoneroides salzmannii  (Sch. Bip.) Greuter & Talavera, 2006 - Distribuzione: Marocco
- Scorzoneroides simplex  (Viv.) Greuter & Talavera, 2006 - Distribuzione: Libano e Egitto
- Scorzoneroides pyrenaica aggr.

### Ibridi
Le specie di Scorzoneroides possono ibridarsi con le specie di Leontodon L. e formare il genere ibrido × Leontoroides B.Bock, 2012.

### Sinonimi
L'entità di questa voce ha avuto nel tempo diverse nomenclature. L'elenco seguente indica alcuni tra i sinonimi più frequenti:
- Deloderium Cass.
- Hemilepis  Kunze
- Kalbfussia  Sch.Bip.
- Millina  Cass.
- Oporinia  D.Don